# ナマクアヒメアダー
ナマクアコビトアダー(Bitis schneideri)は、爬虫綱有鱗目クサリヘビ科アフリカアダー属に分類されるヘビ。

## 分布
ナミビア南西部、南アフリカ共和国（北ケープ州、西ケープ州）

## 形態
頭胴長16 - 25.4センチメートル。アフリカアダー属最小種。体鱗には隆起（キール）がある。胴体中央部の列になった鱗の数（体列鱗数）は23 - 27（まれに21）。腹面を覆う幅広い鱗の数（腹板数）は104 - 129。尾の腹面を覆う鱗の数（尾下板数）はオス20 - 27、メス17 - 25。背面と腹面には、黒い斑点が入る。背面の体色は生息する環境によって変異がある。白い砂地に生息する個体は灰色や灰褐色で、中央部に淡色部があるドーナツ形の暗色斑が3列に並ぶ。赤い砂地に生息する個体は体色が赤みがかり、暗色斑が不明瞭。腹面の体色は黄色。
眼上に稜があり、その上に角状の鱗がある。
出産直後の幼蛇は、全長11 - 13センチメートル。
頭は三角形で、目は、見た目や生息地が似ているペリングウェイアダー(Bitis peringueyi)と異なり、頭の横側を向いている。これは砂に潜って獲物を待つという本種の特性に応じた進化であるといえる。同体長の雄に比べ、雌のほうが体重が重いほか、雄よりも雌のほうが尾が短く、比較的頭が大きい。

## 毒
本種の主な毒成分は神経毒性のホスホリパーゼA2がである。
Maritz(2008)は、本種に噛まれた事例4件を分析した結果、本種の毒は比較的危険性が低く、死に至る可能性は非常に低いとしている。噛まれた場合、腫れや痛みを伴うが、数日ほどで症状は治まる。

## 生態
海岸の周辺にある、砂地に生息する。主に夜間に活動するとされる。一方で2012年に発表された北ケープ州で37個体に発信機を取り付けた調査では、昼間（特に午前中と夕方）のみ大きく移動していたという報告例もある。
ヤモリ類やカエル類などを食べる。
繁殖様式は胎生。1回に3 - 4頭の幼蛇を産む。

## 人間との関係
ダイヤモンド採掘による影響が懸念されている。ペット用の採集による影響も懸念されている。